# Heterostemma lobulatum
Heterostemma lobulatum là một loài thực vật có hoa trong họ La bố ma. Loài này được Y.H. Li & Konta mô tả khoa học đầu tiên năm 2003.